# Vaejovis tesselatus
Espèce
Vaejovis tesselatus est une espèce de scorpions de la famille des Vaejovidae.

## Distribution
Cette espèce est endémique du San Luis Potosí au Mexique. Elle se rencontre vers Villa Hidalgo.

## Description
Le mâle décrit par Contreras-Félix et Francke en 2019 mesure 23,7 mm et la femelle 21,5 mm.

## Publication originale
- Hendrixson & Sissom, 2001 : « Descriptions of two new species of Vaejovis C.L. Koch, 1836 from Mexico, with a redescription of Vaejovis pusillus Pocock, 1898 (Scorpiones: Vaejovidae). » Scorpions 2001: in memoriam Gary A. Polis, British Arachnological Society, Burnham Beeches, p. 215-223.